# Virbia varians
Virbia varians är en fjärilsart som beskrevs av William Schaus 1892. Virbia varians ingår i släktet Virbia och familjen björnspinnare. Inga underarter finns listade i Catalogue of Life.